# David Weir
David Gillespie Weir [uitspraak: 'deːjvɪt ɡɪ'lɛspi 'ʋɛi] (Falkirk, 10 mei 1970) is een Schots voormalig voetballer die als centrale verdediger speelde. 
Weir speelde jarenlang in Schotland en was actief bij Falkirk, Heart of Midlothian en Glasgow Rangers. Tussendoor kwam hij uit voor het Engelse Everton in de Premier League.

## Clubcarrière
Gedurende zijn carrière won David Weir in totaal 10 prijzen, waaronder drie opeenvolgende Schotse landstitels met Glasgow Rangers onder de Schotse trainer Walter Smith van 2009 tot 2011. Weir speelde bij Everton van 1999 tot 2007 en was daar achterin opvolger van clubicoon Dave Watson zodra deze een gezegende leeftijd had bereikt. Weir liet zich opmerken door een late gelijkmaker te scoren tegen Leeds United in oktober 1999.
In zijn jaren als vaste waarde speelde David Weir merendeels naast David Unsworth centraal in de verdediging. Aanvankelijk was Walter Smith ook bij Everton de manager en daarna kwam David Moyes, eveneens een Schot. Bovendien speelde hij in zijn beginjaren onder Smith naast een landgenoot in de defensie: Richard Gough, voormalig aanvoerder van het Schots voetbalelftal die stilaan veertig werd.
Weir, met zijn 191 cm een boomlange centrale verdediger, werd aanvoerder van The Toffees en miste zelden een wedstrijd in de Premier League tot 2006, toen de jongere Joleon Lescott onomkeerbaar zijn plaats innam. Weir besloot de club nog tijdens het seizoen 2006/2007 te verlaten. 
Weir, op dat moment reeds 37 jaar oud, keerde terug naar Schotland en beleefde zowaar de meest succesvolle jaren uit zijn loopbaan bij Glasgow Rangers. Bij die club was hij aanvoerder tot zijn afscheid als voetballer. In 2008 verloor Weir de finale van de UEFA Cup tegen het Russische Zenit Sint-Petersburg van onder anderen Andrej Arsjavin. 
Weir stopte met voetballen op 42-jarige leeftijd.

## Erelijst
Falkirk FC
- Scottish League Challenge Cup

1993
 Heart of Midlothian
- Scottish Cup

1998
 Glasgow Rangers
- Scottish Premier League

2009, 2010, 2011
- Scottish Cup

2008, 2009
- Scottish League Cup

2008, 2010, 2011

## Interlandcarrière
Weir is een 69-voudig Schots international en scoorde zijn enige doelpunt tegen Letland op 6 oktober 2001. Hij maakte deel uit van de Schotse selectie op het wereldkampioenschap voetbal 1998 in Frankrijk.

## Trainerscarrière
Weir was trainer van Sheffield United vanaf juni 2013, maar werd na vier maanden ontslagen.